# Bandidas
 Bandidas és una pel·lícula franco-estatunidenco-mexicana dirigida per Joachim Roenning i Espen Sandberg, estrenada el 2006.

## Argument
Mèxic, 1880. Un americà de la New York Bank and Trust decideix amb total impunitat construir una línia de ferrocarril sobre terres mexicanes. Dues dones que s'hi oposen s'uniran contra una banda de pistolers a sou, que treballen pels avariciosos barons del ferrocarril, i que roba les terres de les seves respectives famílies, atacant i assassinant els seus éssers més estimats: Sara Sandoval (Salma Hayek), bella i altiva aristòcrata mexicana que s'ha educat a Europa i gaudeix dels privilegis d'una plàcida existència, sense privacions de cap classe; i María Álvarez (Penélope Cruz), volcànica i rebel, és l'enlluernadora filla d'un peó.
Els despietats malfactors estan capitanejats per l'esbojarrat Tyler Jackson, interpretat pel cantant de música country Dwight Yoakam. Empeses per la necessitat, Maria i Sara formen de mala gana una aliança amb la intenció de trobar revenja completa...i atracar bancs...

## Repartiment
- Penélope Cruz: Maria Alvarez
- Salma Hayek: Sara Sandoval
- Steve Zahn: Quentin
- Dwight Yoakam: Tyler Jackson
- Denis Arndt: Ashe
- Audra Blaser: Clarissa Ashe
- Sam Shepard: Bill Buck
- Ismael 'East' Carlo: Don Diego
- Carlos Cervantes: Pedro
- José María Negri: Padre Pablo
- Lenny Zundel: Bernardo
- Edgar Vivar: Expl. Bank Manager
- Ernesto Gómez Cruz: Brujo
- Filiberto Estrella: Midget
- Yomo Tlazotlalli: Gordo
- Humberto Elizondo: Governador
- Justo Martínez: Cable Bank Manager
- Ana Ofelia Murguía: Consuelo
- Luis Orozco: Xèrif
- Robert Hoehn: (veu)